# Челны (хоккейный клуб)
«Челны» — команда по хоккею с шайбой из Набережных Челнов, основанная в 2004 году. Клуб принимал участие в Первой лиге (с 2004 по 2011 годы), Российской хоккейной лиге (с 2011 по 2012 годы), и Первенстве Молодёжной хоккейной лиге (с 2012 по 2016 годы). С 2016 года выступал в Первенстве ВХЛ (ВХЛ-Б). В 2023 году, после роспуска ВХЛ-Б, принят в ВХЛ.

## История
В начале 1970-х годов развитию хоккея с шайбой в Набережных Челнах дало толчок строительство в городе Камского автомобильного завода. За короткий срок в посёлке ГЭС был возведен небольшой открытый стадион с трибунами, раздевалками. Позднее хоккейная база города переместилась в Новую часть города — в парк «Гренада» — где была построена новая хоккейная коробка, на которой и проводил свои домашние матчи хоккейный клуб «КамАЗ».
С годами молодая команда мужала и набиралась опыта. В 1974 году команда «КамАЗ» в финале среди производственных коллективов в Магнитогорске заняла второе место и вслед за хозяевами попадала в класс «Б» чемпионата СССР по хоккею с шайбой.

Хоккейный стадион в парке «Гренада» — домашняя площадка ХК «КамАЗ» в 1970-х годах

В январе 1976 года, в целях подготовки резерва команде мастеров, была образована ДЮСШ-2 по хоккею с шайбой. Первым тренером-преподавателем стал Анатолий Николаевич Кулагин. Под конкретный результат — выход в класс «А» во вторую лигу чемпионата СССР по хоккею с шайбой, был приглашен известный в прошлом хоккеист Владимир Елизаров. Под его руководством команда в сезоне 1978—1979, заняла в своей зоне первое место, обойдя команды городов Альметьевска, Лениногорска, Орска, Уфы, Воронежа, и получила право участвовать в финальном турнире в Ангарске. Команда уже знала, что в связи с отсутствием искусственного льда, во вторую лигу её не пустят и заняла только третье место. После этого команда расформировалась и игроки разъехались.
Новую команду принял второй тренер Валерий Дмитриевич Сергеев. Команда играла неплохо, но из-за известного фактора играла ради себя, без целей.
До начала 1990-х годов команда играла на первенстве республики. Проводился чемпионат города. 10 команд взрослых в основном заводские и две от ДЮСШ разыгрывали чемпионат города.
В начале 1990-х годов хоккейную школу плавно ликвидировали. Здание и подсобные помещения перешли футбольному клубу «КАМАЗ».
8 августа 2004 года группа активистов из 5 человек, и впоследствии по просьбе главы администрации учредили городской хоккейный клуб «Челны». В августе 2004 года началась подготовка к первому сезону в первенстве России среди команд Первой лиги зоны «Поволжья». В команде были собраны челнинские воспитанники и несколько игроков из Нижнекамска. В первом сезоне домашние игры команда под руководством Валерия Сергеева проводила в посёлке Джалиль.
В 2004—2011 годах команда выступала в первенстве России среди команд Первой лиги зоны «Поволжья».
В сезоне 2011/12 команда была заявлена во вновь созданную Российскую хоккейную лигу (дивизион «Запад»). По итогам регулярного сезона команда заняла в дивизионе «Запад» 11-е место.
25 июня 2012 года руководство клуба заявило о намерении вступить в МХЛ. 27 июля ХК «Челны» был принят в состав участников Дивизиона «Б» Первенства МХЛ. С 2013 года ХК «Челны» заявился в состав участников Дивизиона «А» Первенства МХЛ.
С сезона 2016/2017 ХК «Челны» заявился в состав участников Первенства ВХЛ.
В сезоне 2023/24 — дебют ХК «Челны» в ВХЛ.

## Достижения
- Сезон 2006/07
  -  Бронзовый призёр первенства России среди команд Первой лиги (регион «Поволжье»).

- Сезон 2007/08
  -  Серебряный призёр первенства России среди команд Первой лиги (регион «Поволжье»).

- Сезон 2008/09
  -  Серебряный призёр первенства России среди команд Первой лиги (регион «Поволжье»).

- Сезон 2010/11
  -  Бронзовый призёр первенства России среди команд Первой лиги (регион «Поволжье»).
- Сезон 2019/20
  -  Победитель регулярного Первенства Высшей хоккейной лиги (Первенство ВХЛ). Кубок Федерации в связи с Covid-19 был отменён

## Тренеры и руководство

### Главные тренеры
- Чернецов Александр Николаевич (2004—2006).
- Мусакаев Айдар Юнирович (2006—2023)
- Соколов Александр Юрьевич (с 22 февраля 2023 г. по 30 сентября 2024 г.)
- Алексей Медведев (с 3 октября 2024 г. по 9 января 2025 г.)
- Олег Марзоев, и.о. (с 9 января 2025 г.)

#### Тренерский штаб
- Главный тренер — Олег Марзоев.
- Старший тренер — Кирилл Тамбиев.
- Тренер по защитникам — Павел Турбин.
- Тренер по вратарям — Денис Франскевич.
- Тренер видеоаналитик — Ринат Шигапов.

### Руководство
- Салахов Фарид Шавкатович — президент клуба
- Аглуллин Альвир Фуркатович — директор клуба

## Арена

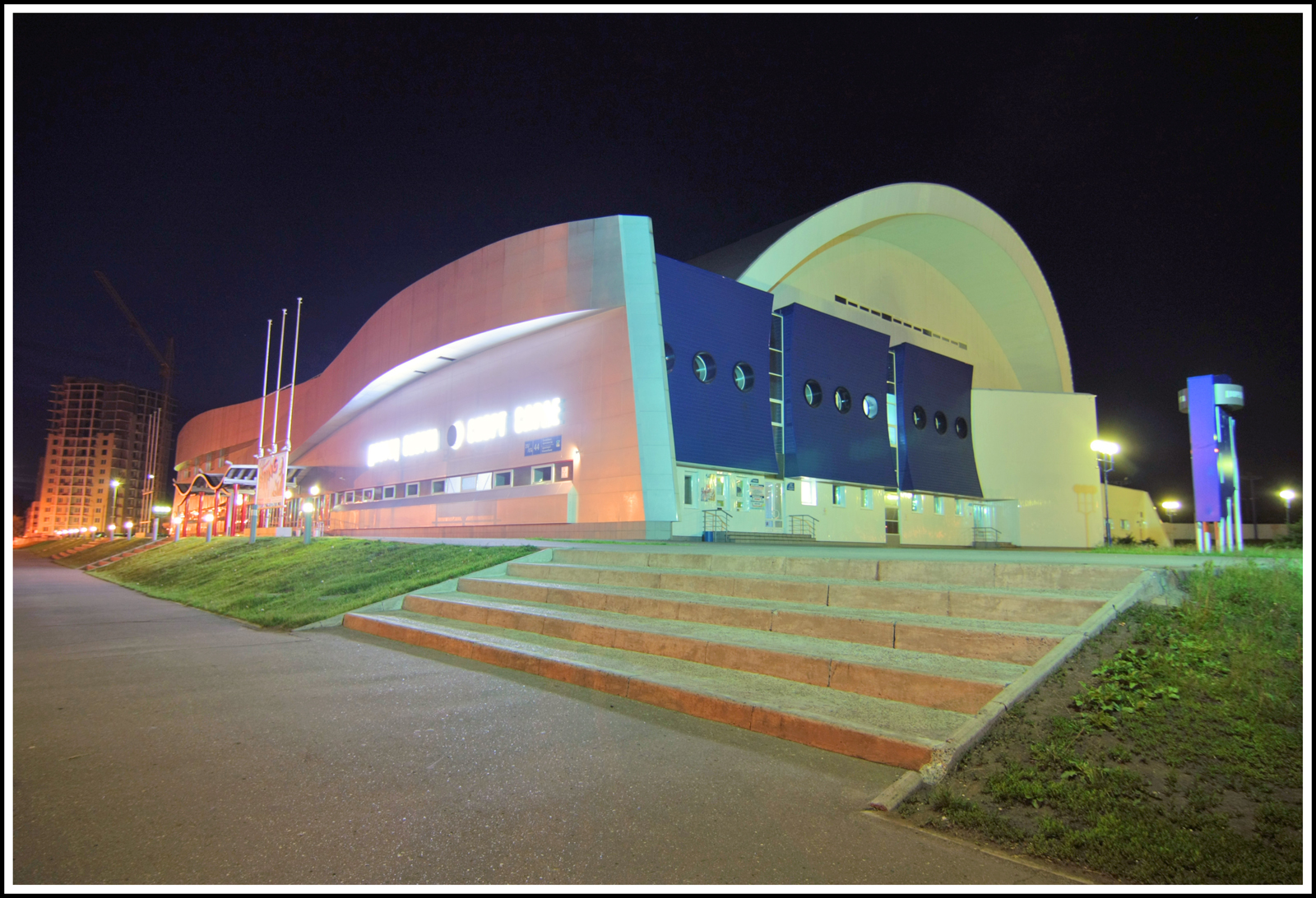
Ледовый дворец спорта — домашняя арена ХК «Челны»

С момента своего создания хоккейный клуб из Набережных Челнов на протяжении года, в связи с отсутствием собственной крытой ледовой площадки, был вынужден проводить свои домашние матчи в Ледовом дворце посёлка Джалиль в Сармановском районе Республики Татарстан.
С 1 сентября 2005 года домашней ареной команды стал Ледовый дворец спорта, вмещающий 1500 человек. В первом матче на новой арене был обыгран ХК «Нефтехимик-2» (Нижнекамск) со счётом 3:2. Инфраструктура Ледового дворца помимо ледовой площадки и трибун, включает в себя: оздоровительно-восстановительный центр с бассейном, хореографический, акробатический и тренажёрные залы, конференц-зал, две раздевалки для гостей и охраняемую парковку.

## Символика

### Клубные цвета
| Оранжевый | Синий |

### Эмблема

Первый логотип (с 2004 по 2006 год)
Второй логотип (с сезона 2006/2007 по сентябрь 2024 года[11].
Логотип с 2024 года